# Normal (film 2007)
Normal è un film del 2007 diretto da Carl Bessai, con Carrie-Anne Moss, Camille Sullivan e Callum Keith Rennie.

## Trama
Dopo un incidente d'auto mortale, un gruppo di persone non imparentate tra loro si riunisce; ognuno si trova ad affrontare le ricadute emotive causate dall'incidente.
Una madre in lutto non può "andare avanti" dopo la morte di suo figlio, conservando la sua stanza com'era; desidera il suo figlio più giovane somigli al fratello morto. Un giovane lascia il carcere minorile, tornando a casa da un padre arrabbiato e da una giovane matrigna. Un insegnante universitario, il cui fratello ha comportamenti autistici, si separa dalla moglie ed è attratto da una studente. La narrazione rivela progressivamente i legami tra i personaggi.
Un incidente d'auto provoca la morte della sedicenne Nickie Reichert, il passeggero in una delle auto coinvolte. Due anni dopo l’incidente, tre famiglie stanno ancora sentendo profondamente gli effetti dell'evento devastante. La madre di Nickie, Catherine Reichert, non riesce a superare il dolore per la perdita del figlio maggiore. Si rifiuta di permettere a chiunque di toccare le cose di Nickie, ancora custodite nella loro casa. Il dolore di Catherine si traduce nel trascurare suo marito, Dale Reichert, e il loro figlio più giovane, Brady Reichert, che vive all'ombra di Nickie. Il professore del college Walter Braugher, l'autista ubriaco dell'altra auto, è stato giudicato non penalmente responsabile dell'incidente. Ha dubbi su se stesso e sulla sua vita, il che lo porta a bere. Dopo l'incidente, ha avuto problemi a relazionarsi con sua moglie, Abby, la quale cerca conforto da Sherri Banks, uno dei suoi studenti. Anche in macchina quella notte c’era suo fratello autistico, Dennis Braugher, che non è stato in grado di lasciare il suo appartamento da allora a causa della paura. E l'amico di Nickie, Jordie, era l'autista dell'auto rubata in cui i due erano in viaggio. Jordie è appena stato rilasciato dal carcere giovanile, dove era detenuto per il furto.
Gli eventi fanno sì che i protagonisti debbano fare passi significativi per affrontare le loro emozioni in modo costruttivo

## Riconoscimenti
Callum Keith Rennie ha vinto il premio come miglior attore non protagonista ai Genie Award; la pellicola era stata candidata anche come miglior film, ma perse.
Vinse invece il premio come miglior film canadese al Vancouver International Film Festival.